# De 100 van Eernewoude
De 100 van Eernewoude of De 100 van Earnewâld is een Natuurijsklassieker die wordt verreden bij het Friese dorp Eernewoude (Fries: Earnewâld) op het ijs van natuurgebied Princenhof.

## Benaming
De benaming voor deze klassieker was tot en met 1997 De 100 van Eernewoude maar in de 21e eeuw geeft de organisatie de benaming De 100 van Earnewâld mee aan de wedstrijd, maar bij de Nederlandse Schaatsbond, de KNSB, was de officiële benaming van de eerste editie in die eeuw nog De 100 van Eernewoude.

## Historie
De 100 van Eernewoude kent een lange traditie die begon in het Elfstedenjaar 1963 toen Jeen Wester de eerste editie won voor Jeen van den Berg. Jeen Wester was lid van de organiserende IJsclub Lyts Bigjin en behoorde in de jaren zestig tot de beste marathonschaatsers van Nederland. In 1979 kon de tocht voor de tweede keer gereden worden en was Ludwig Meijering de winnaar. Al in 1980 volgde 'dolle' Dries van Wijhe, terwijl in 1986 Jos Niesten de zege binnenhaalde. In 1987 werd het parcours in Friesland gebruikt voor de Nederlandse kampioenschappen marathonschaatsen op natuurijs die dat jaar gewonnen werden door voormalig allrounder Hilbert van der Duim bij de heren (na een felle strijd met Dries van Wijhe) en Lilian van Tol bij de dames.
In de jaren 90 werd de Friese klassieker viermaal verreden. Eerst in 1991 won Yep Kramer voor René Ruitenberg en Lammert Huitema. In 1994 volgde Bert Verduin door Erik Hulzebosch en Rob van Meggelen te kloppen. In 1996 won de latere Elfstedenwinnaar Henk Angenent de eindsprint in een groep van drie voor Arnold Stam en Bert Verduin.

### Editie seizoen 1996-1997
Op 6 januari 1997, twee dagen na de laatste Elfstedentocht, werden Hans Pieterse uit Diemen bij de heren en Neeke Smit bij de dames de winnaars. Door die Elfstedentocht begonnen bij de mannen slechts 43 rijders aan de wedstrijd, waarvan 7 uit de A-categorie. De wedstrijd was ingekort tot 85 kilometer. Pieterse won de sprint van de kopgroep van drie voor Bertjan van der Veen en Hotze Zandstra.

### Editie seizoen 2010-2011
De eerste maal dat de klassieker in de 21e eeuw werd verreden was op 28 december 2010. Het parcours was ingekort tot 3 kilometer omdat de week voor de wedstrijd nog een schip door de vaargeul was gevaren waarbij veel ijs was gebroken. Het was de eerste natuurijsklassieker van dat winterseizoen. Bij de mannen won na 100 kilometer Arjan Stroetinga het in de sprint van vier medevluchters. Crispijn Ariëns probeerde Stroetinga nog te verrassen met een aanval maar Stroetinga reageerde en ging er op en er over naar de zege. Derde en vierde werden Douwe de Vries en Bart de Vries. Bij de vrouwen, die net geen 50 kilometer schaatsten, won Mireille Reitsma na een solo van 6 kilometer. Foske Tamar van der Wal won de sprint van het peloton voor de tweede plaats, derde werd Mariska Huisman.

### Editie seizoen 2011-2012
Op 13 februari 2012 werd met temparaturen ruim boven het vriespunt, de 9e edite van De 100 van Earnewoude verreden. De winst bij de mannen over de 100 km ging naar Simon Schouten. In een tumultueuze sprint werd Christijn Groeneveld tweede en Karlo Timmerman derde. De wedstrijd kende op het zware dooiijs een grillig verloop. Er waren uitlooppogingen van onder andere Peter van de Pol, Sander Kingma en Schouten, maar alle vluchters werden door het peloton teruggepakt. In de finale probeerde Martijn van Es nog weg te komen, maar ook hij faalde. Het liep vervolgens uit op een massasprint waarin Schouten aan het langste eind trok. Jochem Uithoven die als tweede over de streep kwam werd gediskwalificeerd waardoor Groeneveld uiteindelijk tweede werd en Timmerman derde.
Bij de vrouwen ging de overwinning naar Carla Zielman. De 27-jarige lerares uit Rottum bleef na 60 kilometer Irene Schouten (tweede) en Maria Sterk voor. Het peloton bestond bij de dames uit slechts zeventien schaatssters.

## Uitslagen
|    | Jaar | Datum       | Wedstrijd             | Mannen  | Mannen           | Mannen     | Mannen  | Vrouwen  | Vrouwen          | Vrouwen        | Vrouwen |
| Km | Jaar | Datum       | Wedstrijd             | Winnaar | Woonplaats       | Tijd       | Km      | Winnares | Woonplaats       | Tijd           |         |
| -- | ---- | ----------- | --------------------- | ------- | ---------------- | ---------- | ------- | -------- | ---------------- | -------------- | ------- |
| 1  | 1979 | 5 januari   | 1e 100 van Earnewoude | 70      | Ludwig Meijering | Arnhem     | 2:25.10 |          |                  |                |         |
| 2  | 1980 | 21 januari  | 2e 100 van Earnewoude | 100     | Dries van Wijhe  | Oldebroek  | 2:46.10 |          |                  |                |         |
| 3  | 1986 | 12 februari | 3e 100 van Earnewoude | 100     | Jos Niesten      | Heemskerk  | 2:33    |          |                  |                |         |
| 4  | 1991 | 12 februari | 4e 100 van Earnewoude | 100     | Yep Kramer       | Oudeschoot | 2:57    |          |                  |                |         |
| 5  | 1994 | 22 februari | 5e 100 van Earnewoude | 100     | Bert Verduin     | Heemskerk  |         | 60       | Klasina Seinstra | Sintjohannesga |         |
| 6  | 1996 | 2 januari   | 6e 100 van Earnewoude | 100     | Henk Angenent    | Woubrugge  | 2:43.28 | 50       | Klasina Seinstra | Sintjohannesga |         |
| 7  | 1997 | 6 januari   | 7e 100 van Earnewoude | 85      | Hans Pieterse    | Diemen     | 2:35.58 | 50       | Neeke Smit       | Lies           | 1:36    |
| 8  | 2010 | 28 december | 8e 100 van Earnewoude | 100     | Arjan Stroetinga | Waskemeer  | 2:34.23 | 49       | Mireille Reitsma | Emmeloord      | 1:23.33 |
| 9  | 2012 | 13 februari | 9e 100 van Earnewoude | 100     | Simon Schouten   | Andijk     |         | 60       | Carla Zielman    | Rottum         |         |

## Uitslagen andere schaatsmarathons in Eernewoude
|    | Jaar | Datum      | Wedstrijd                | Mannen  | Mannen               | Mannen     | Mannen  | Vrouwen  | Vrouwen        | Vrouwen | Vrouwen |
| Km | Jaar | Datum      | Wedstrijd                | Winnaar | Woonplaats           | Tijd       | Km      | Winnares | Woonplaats     | Tijd    |         |
| -- | ---- | ---------- | ------------------------ | ------- | -------------------- | ---------- | ------- | -------- | -------------- | ------- | ------- |
| 1  | 1963 |            |                          |         | Jeen Wester          | Eernewoude |         |          |                |         |         |
| 4  | 1982 | 13 januari | Princenhoftocht          | 91      | Albert Weijs         |            |         |          |                |         |         |
| 6  | 1987 | 16 januari | Nederlands kampioenschap | 100     | Hilbert van der Duim | Langezwaag | 2:50.11 | 52       | Lilian van Tol |         |         |